# Nikolaj Kozlovskij
Nikolaj Il'ič Kozlovskij (in russo Николай Ильич Козловский?; 1791 – Mosca, 12 maggio 1878) è stato un architetto russo.
Esponente dell'eccletismo, fu docente all'Accademia russa di belle arti e consigliere di stato reale. È sepolto a Mosca, nel cimitero del Monastero Donskoj.